# Male Rodne
Male Rodne este o localitate din comuna Rogaška Slatina, Slovenia, cu o populație de 118 locuitori.